# Il ponte di Waterloo (serie)
La serie de Il ponte di Waterloo è un ciclo di dipinti a olio (più di quaranta opere) e pastello (venticinque opere circa) realizzati tra il 1899 e il 1904 a Londra dal pittore impressionista francese Claude Monet.

## Storia e descrizione

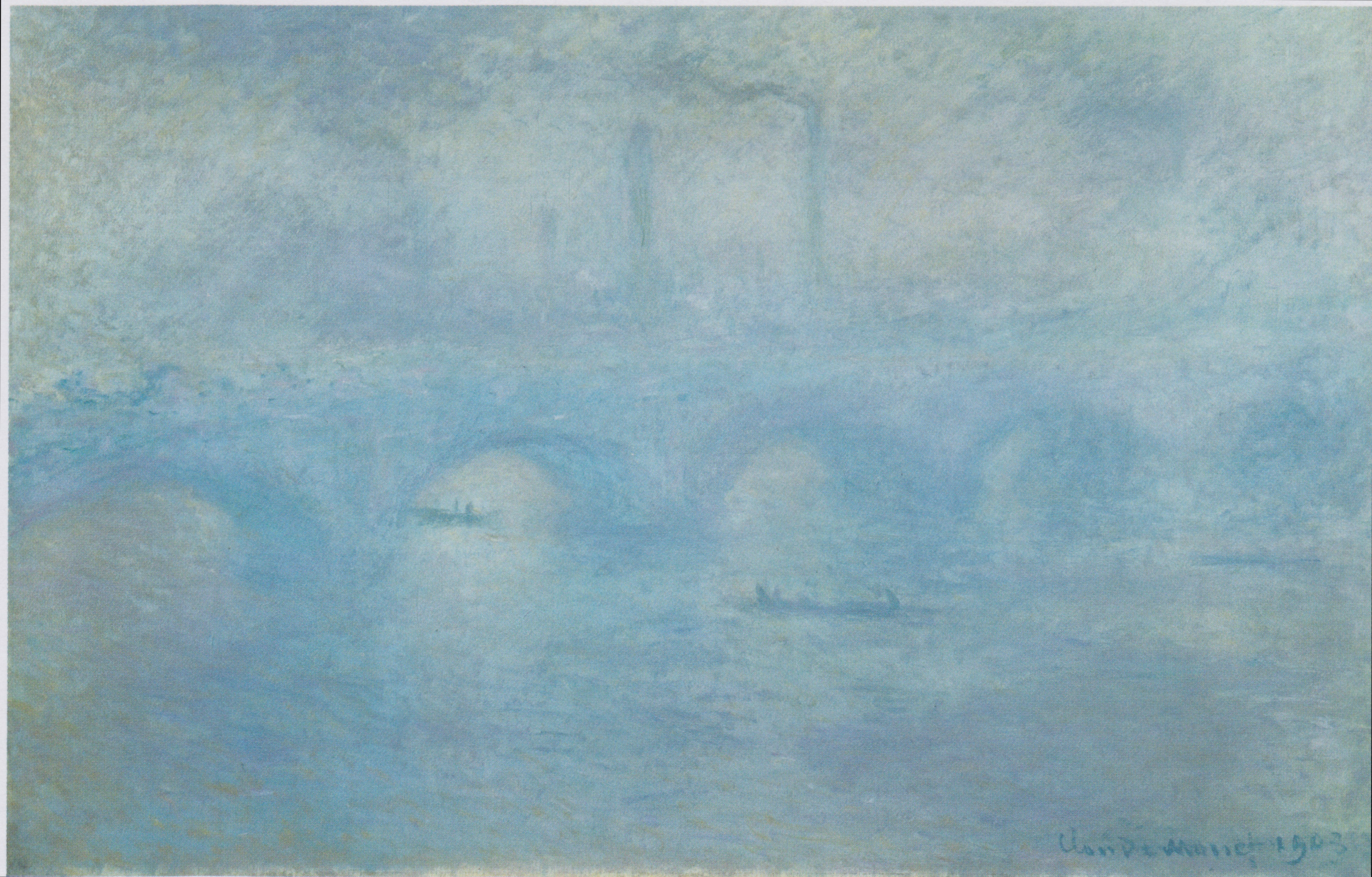
Claude Monet, Il ponte di Waterloo (1903); olio su tela, 65,3×101 cm, museo dell'Ermitage, San Pietroburgo

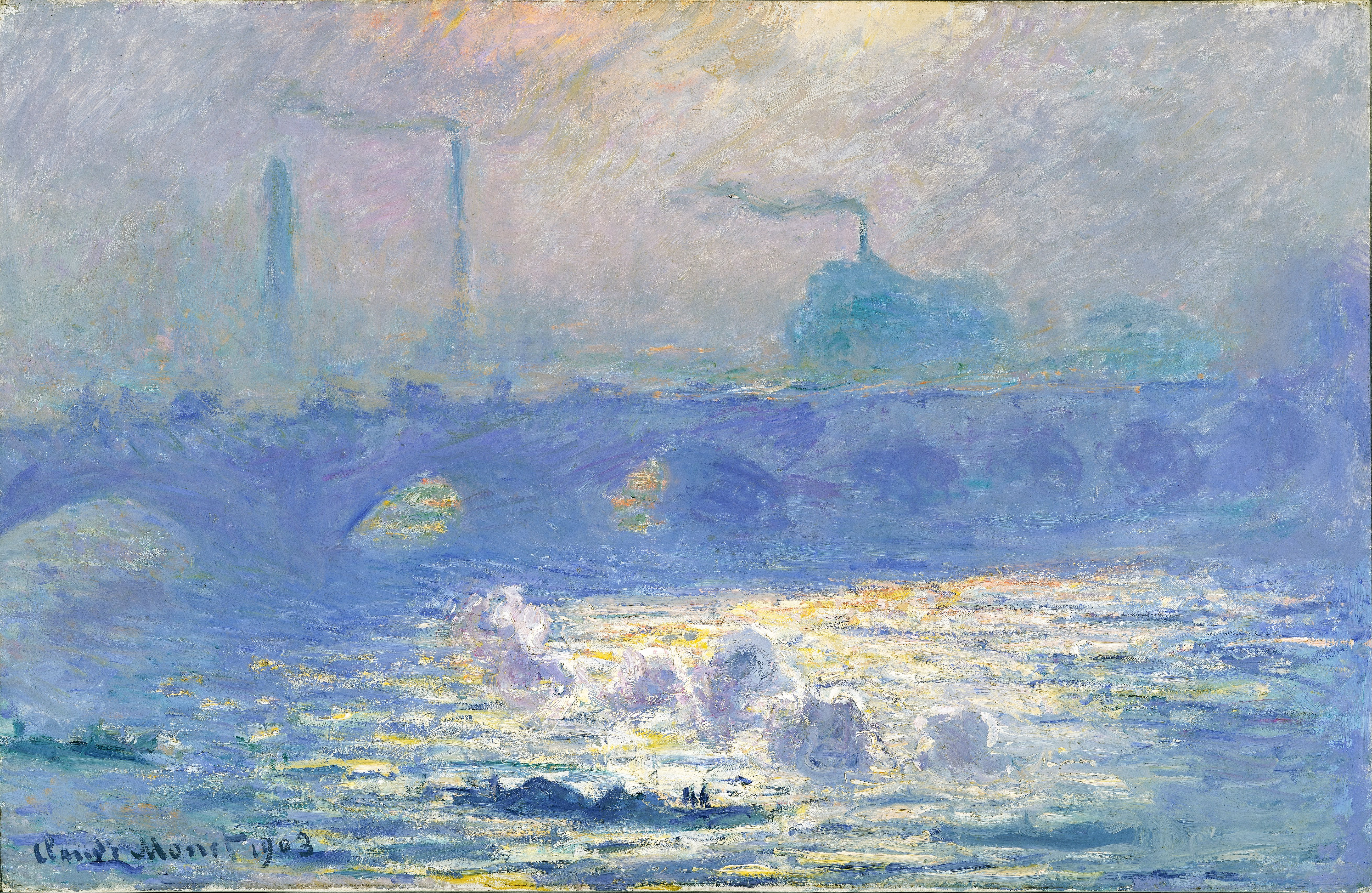
Claude Monet, Il ponte di Waterloo (1903); olio su tela, 86×121, Denver Art Museum

La serie dedicata al ponte di Waterloo è stata eseguita in diversi periodi. La prima parte della serie venne realizzata da Monet durante le tre settimane di soggiorno a Londra nel settembre del 1899, la seconda parte venne dipinta durante i tre mesi di soggiorno tra il 1900 e il 1901, mentre gli ultimi lavori sono datati al 1903. In tutti e tre i casi il pittore soggiornò al quinto piano dell'Hotel Savoy, sulla riva nord del Tamigi, dove dal suo balcone si poteva vedere a sinistra il ponte di Waterloo e alla sua destra il ponte di Charing Cross.
Monet, come già in altri casi, lavorò rapidamente su tutti i quadri della serie, in modo da poter cogliere con il suo pennello le diverse impressioni del ponte, che mutavano in base all'illuminazione del sole o, più spesso, in ragione dell'intensità della coltre di nebbia e di fumo distintiva di Londra («A Londra, ciò che amo più di ogni altra cosa è la nebbia» disse una volta). Sono tele molto interessanti perché Monet scelse deliberatamente di rifuggire dai caotici rituali della Londra moderna, brulicante di gente che si riconosceva pienamente nei più attuali suppellettili del XX secolo (automobili, orologi ...). Agli scorci cittadini risplendenti di carri, alberi e persone Monet preferisce una Londra velata, crepuscolare, immersa in una nebbia profonda e silenziosa, «interpretata dal pittore come metafisico cimitero della modernità» (Gavioli). Con le acque inquiete del Tamigi sembra scorrere anche la voce di Samuel Taylor Coleridge, poeta romantico inglese che un secolo prima di Monet aveva osato sfidare gli idoli della modernità in A Silent City:
(Samuel Taylor Coleridge)
Molte di queste tele sono realizzate alla maniera tradizionale e consentono all'osservatore di riconoscere chiaramente la morfologia del paesaggio rappresentate. Particolarmente interessanti, ai fini della valutazione dell'evoluzione pittorica di Monet, sono tuttavia quelle dove l'erosione dei contorni tipica dell'epopea impressionista viene condotta a nuovi approdi di visionaretà simbolista: in queste opere l'architettura del ponte fatica a farsi strada nella nebbia opaca e appare quasi come un'apparizione. Monet delinea la densità dell'atmosfera e della foschia facendo ricorso a un'unica tonalità e riprendendola in tutti i punti della veduta urbana, ora illuminandola, ora scurendola: si viene così a creare un'atmosfera malinconica e delicatamente rarefatta che presenta decise tangenze con l'oeuvre di James Abbott McNeill Whistler, pittore americano che conferiva ai propri colori un preciso valore evocativo e allusivo, in grado di sfidare deliberatamente le impalcature visive e razionali dell'osservatore. È proprio a partire dal ciclo de Il ponte di Waterloo, in effetti, che si intravede anche quell'evoluzione stilistica che porterà Monet ad abbandonare il naturalismo ottocentesco e ad anticipare quelle che poi diventeranno le astrazioni del Novecento.